# V335 Волопаса
V335 Волопаса (лат. V335 Boötis) — двойная звезда в созвездии Волопаса на расстоянии (вычисленном из значения параллакса) приблизительно 635 световых лет (около 195 парсеков) от Солнца. Видимая звёздная величина звезды — от +10,55m до +10,5m.

## Характеристики
Первый компонент — жёлтый субгигант, вращающаяся переменная звезда типа BY Дракона (BY) спектрального класса G8IV. Радиус — около 1,58 солнечного, светимость — около 1,764 солнечной. Эффективная температура — около 5289 K.